# Patriarcas bíblicos

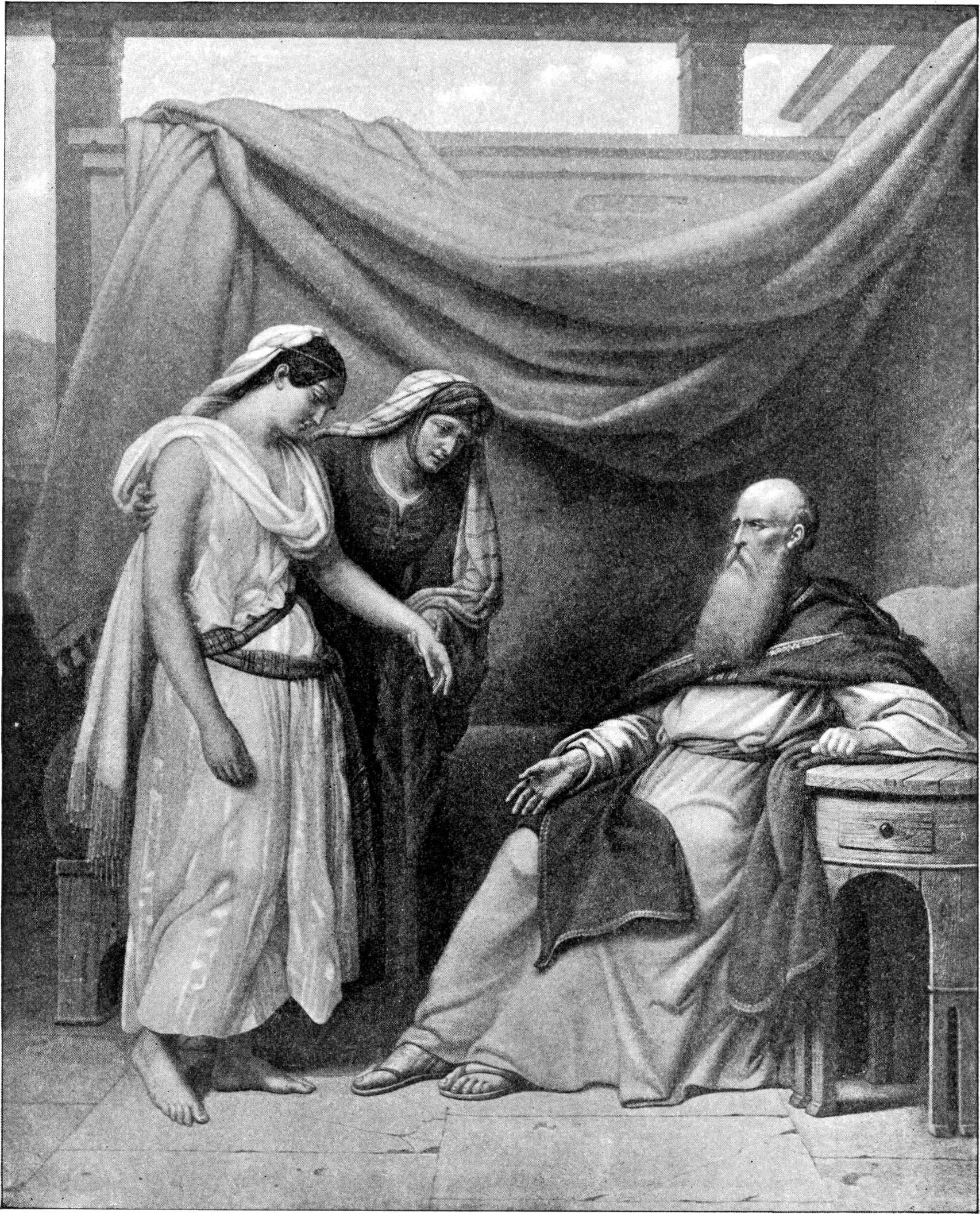
Abraão, Sara e Hagar, ilustração bíblica de 1897.

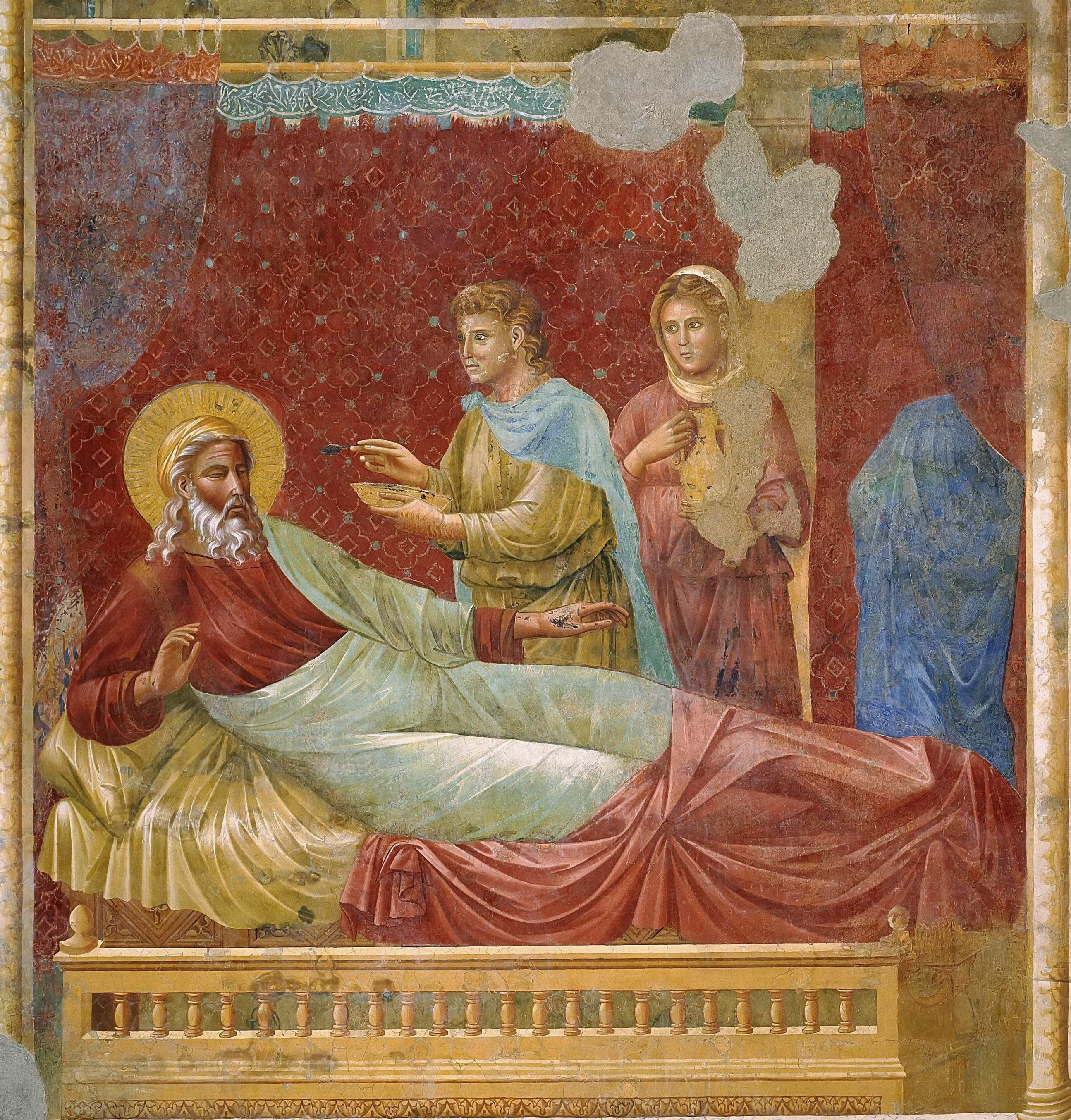
Isaac abençoando seu filho, por Giotto di Bondone.

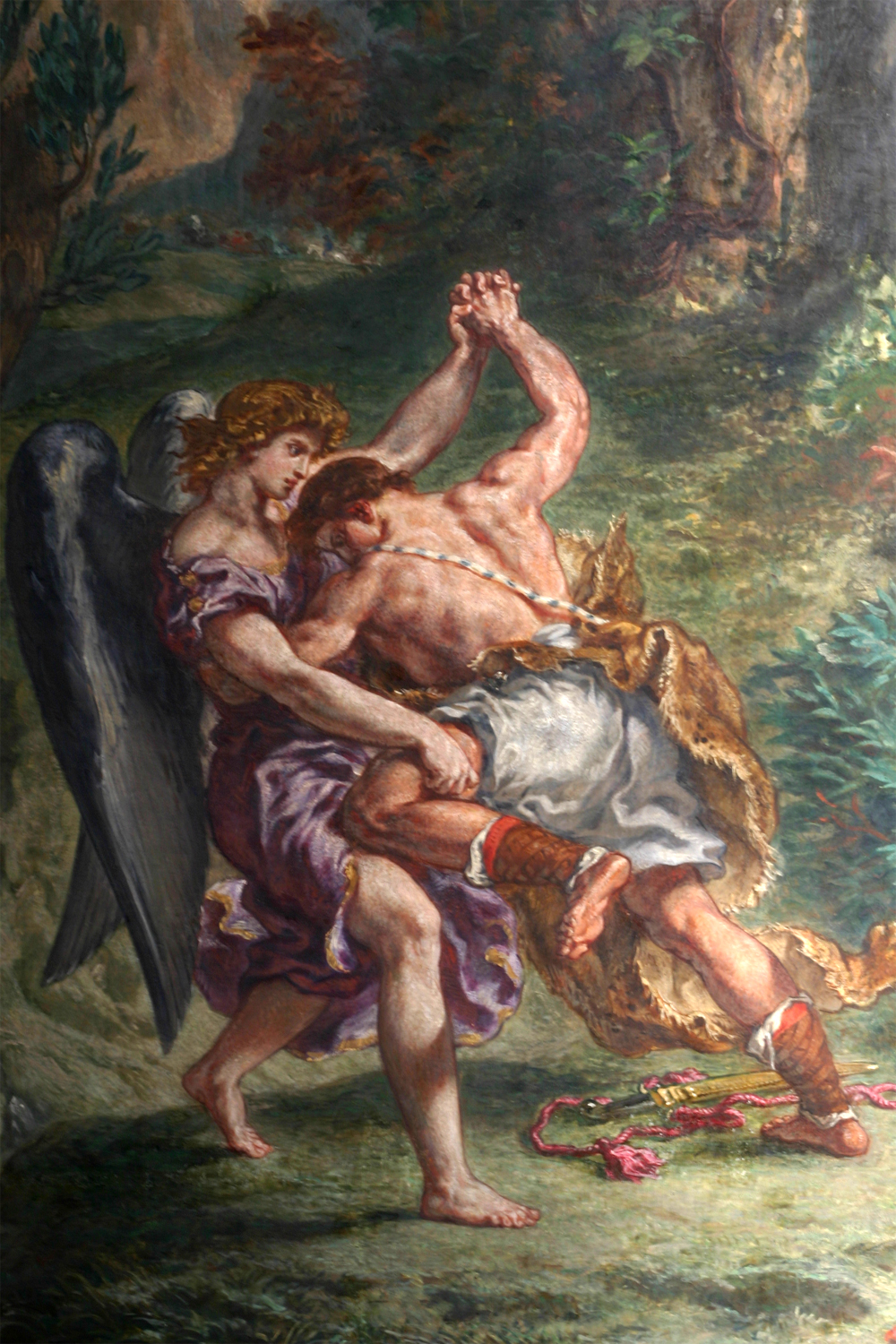
Jacó lutando com o anjo, por Eugène Delacroix.

Os Patriarcas (em hebraico: אבות; romaniz.: Avot ou Abot), da Bíblia, em sua definição mais estrita, eram Abraão, seu filho Isaac e o filho deste, Jacó, que depois mudou seu nome para Israel, o ancestral dos israelitas.
Estes três são chamados coletivamente de "patriarcas do judaísmo" e o período no qual viveram é conhecido como era patriarcal. Eles tiveram papéis importantes nas escrituras judaicas durante e depois de suas vidas. Eles são também importantes para revelações (Êxodo 3:6) e promessas (Levítico 26:42) divinas e continuam a ser importantes.
Na tradição os patriarcas e suas esposas principais – Sara (esposa de Abraão), Rebeca (esposa de Isaac) e Lia (uma das esposas de Jacó) – estão enterrados no Túmulo dos Patriarcas, no Hebrom. Apenas Raquel, a esposa preferida de Jacó, estaria enterrada num lugar diferente (o "Túmulo de Raquel", perto de Belém, onde, acredita-se, teria morrido no parto).
Em uma definição mais ampla, "patriarcas" é um termo utilizado para fazer referência aos vinte e quatro ancestrais entre Adão e Abraão. Os primeiros dez são chamados de patriarcas antediluvianos, pois vieram antes do Dilúvio.

## Cronologia dos patriarcas
A idade ao morrer de cada um dos patriarcas do Gênesis são: Adão, 930 anos; Sete, 912; Enos, 905; Cainã 910; Malalel, 895; Jarede, 962; Enoque 365 (não morreu, foi levado por Deus), Matusalém, 969; Lameque, 777; Noé, 950. Porém, estes períodos de vida já provocaram muitos problemas para os estudiosos da Bíblia, como mostra a citação abaixo:
| “ | As longas vidas atribuídas aos patriarcas causam incríveis sincronismos e duplicações. Adão viveu para ver o nascimento de Lameque, o nono membro de sua genealogia; Sete viveu para ver Enoque ser levado e morreu pouco antes do nascimento de Noé. Noé viveu mais que o avô de Abraão, Naor, e morreu quando Abrão tinha sessenta anos. Sem, filho de Noé, viveu mais que ele e estava vivo quando Esaú e Jacó nasceram! | ” |

Explanation of color-codes:
- Idade segundo a Septuaginta: Preto (▄▄) e cinza (▄▄)
- Idade segundo a Peshitta: Dourado (▄▄) e amarelo (▄▄)
- Idade segundo o Texto Massorético: Vermelho (▄▄) e vermelhão (▄▄)